# Nigu laht
Nigu laht ist ein natürlicher See in der Landgemeinde Saaremaa im Kreis Saare auf der größten estnischen Insel Saaremaa. Der 30 Hektar große See liegt im Naturschutzgebiet Karala-Pilguse hoiuala. 80 Meter östlich des Sees liegt der See Maksmeri und 1,1 Kilometer nordöstlich liegt der Ort Jõgela.